# Чикунов, Авенир Геннадьевич
Авени́р Генна́дьевич Чику́нов (1923—2001) — советский хозяйственный, государственный и политический деятель.

## Биография
Родился в 1923 году в Кинешме. Член КПСС.
Участник Великой Отечественной войны. С 1946 года — на хозяйственной, общественной и политической работе. В 1946—1999 гг. — колхозник, звеньевой, бригадир, председатель правления колхоза имени XXI партсъезда Кинешемского района Ивановской области.
В 1990—1993 гг. — народный депутат России.
Почётный гражданин Кинешемского района. Заслуженный работник сельского хозяйства Российской Федерации.
В 1993 году награждён Почётной грамотой Президиума Верховного совета Российской Федерации.
Умер в Кинешме в 2001 году.